# Zelotes comparilis
Zelotes comparilis este o specie de păianjeni din genul Zelotes, familia Gnaphosidae. A fost descrisă pentru prima dată de Simon, 1886. Conform Catalogue of Life specia Zelotes comparilis nu are subspecii cunoscute.